# واندو (جزیره)
واندو (به لاتین: Wando) یک جزیره در کره جنوبی است.